# Argyrodes incisifrons
Argyrodes incisifrons là một loài nhện trong họ Theridiidae.
Loài này thuộc chi Argyrodes. Argyrodes incisifrons được Eugen von Keyserling miêu tả năm 1890.